# Xã Wolf Creek, Quận Pike, Arkansas
Xã Wolf Creek (tiếng Anh: Wolf Creek Township) là một xã thuộc quận Pike, tiểu bang Arkansas, Hoa Kỳ. Năm 2010, dân số của xã này là 611 người.